# 马友 (南宋)
马友（？—1132年），大名府（今河北省邯郸市大名县）人，南宋叛将，官至拱卫大夫、成州团练使、权荆湖东路马步军副总管，割据潭州（今湖南省长沙市），后为另一叛将李宏所杀。

## 生平简介
本为大名农家子，金兵南侵，聚众依附东京留守宗泽。宋高宗建炎三年（1129年）正月，新任东京留守杜充猜忌诸将，派兵偷袭统制张用，另一统制王善救援张用，和张用结为兄弟的统制曹成、马友、李宏都随马友南下。当年七月，张用粮尽，马友脱离张用，自成一军，后投降权沿江措置副使李允文，授沿江措置司右军统制。翌年（1130年）七月，李允文招降张用，授鄂州路兵马副总管，以马友知汉阳军。绍兴元年（1131）二月，马友缺粮，劫掠鄂州，被张用击退。李允文再授马友权荆湖南路招捉公事，马友仍掳掠汉阳军库藏，南下岳州。四月，进入潭州。五月，击败路过潭州的另一叛将孔彦舟。七月，马友补正拱卫大夫、成州团练使、权荆湖东路副总管。九月，曹成进攻潭州，被马友击败。绍兴二年（1132年）二月，受命与岳飞等剿灭曹成。六月，武功大夫、贵州团练使、新知复州李宏偷袭马友，马友被杀。